# Malato de sodio
El Malato de sodio es una sal sódica del ácido málico (E 296) cuya fórmula es: C4H4Na2O5. Es empleado en la industria alimentaria como conservante, en estos casos bajo la codificación: E 350 (I). Su uso alimentario también se exitende a acidulante, así como regulador de la acidez en repostería.

## Propiedades
Se trata de un polvo blanco soluble en agua. Puede estar la molécula del malato hemi-hidratado o di-hidratado. 

## Usos
Se emplea como acidulante en la industria de procesado de alimentos, generalmente en repostería y en la elaboración de bebidas refrescantes. 